# Toleria ilana
Toleria ilana is een vlinder uit de familie wespvlinders (Sesiidae), onderfamilie Sesiinae.
Toleria ilana is voor het eerst wetenschappelijk beschreven door Arita & Gorbunov in 2001. De soort komt voor in het Oriëntaals gebied.